# Papancake
Singles de Tsukishima Kirari starring Kusumi Koharu (Morning Musume)
Chance!
(2007) Hapi Hapi Sunday
(2009)
Singles par MilkyWay
Anataboshi
(2008) Tan Tan Taan!
(2008)
Papancake (パパンケーキ, Papankēki, trad : "Crècrèpe")  est le cinquième single de Tsukishima Kirari starring Kusumi Koharu (Morning Musume) (月島きらり starring 久住小春 (モーニング娘。)), sorti en 2008.

## Présentation
Le single sort le 16 juillet 2008 au Japon sur le label zetima. Il atteint la 11e place du classement des ventes de l'Oricon.
Il sort aussi en édition limitée avec une pochette différente et une carte de collection en supplément, ainsi qu'au format "single V" (vidéo DVD contenant les clips vidéo de la chanson-titre et un making of) deux semaines après.
Il est chanté par Koharu Kusumi du groupe Morning Musume incarnant Kirari Tsukishima, chanteuse de fiction héroïne de la série anime Kilari (Kirarin Revolution) doublée par Kusumi.
Les deux chansons du single, Papancake et la "face B" Oh! Tomodachi, figureront sur le troisième album de "Tsukishima Kirari", Kirari to Fuyu qui sort en fin d'année, puis sur sa compilation Best Kirari de 2009.
La chanson-titre sert de générique de fin à la série (c'est le 11e thème de fin des épisodes 116 à 128). Elle figurera aussi sur la compilation de fin d'année du Hello! Project Petit Best 9. Sa version instrumentale figure aussi sur le single.

## Titres
| CD    | CD                                                       | CD                                  | CD    | CD | CD | CD | CD | CD | CD |
| No    | Titre                                                    | Paroles / Musique / Arrangements    | Durée |    |    |    |    |    |    |
| ----- | -------------------------------------------------------- | ----------------------------------- | ----- | -- | -- | -- | -- | -- | -- |
| 1.    | Papancake (パパンケーキ)                                 | 2°C / Fireworks / Jirō Miyanaga     | 4:08  |    |    |    |    |    |    |
| 2.    | Oh! Tomodachi (Oh!トモダチ) (trad : "Oh ! Mon ami(e) !") | 2°C / Bounceback / Bounceback       | 4:16  |    |    |    |    |    |    |
| 3.    | Papancake (Instrumental) (パパンケーキ...)               | (...) / Tetsurō Oda / Masaki Iehara | 4:08  |    |    |    |    |    |    |
| 12:30 |                                                          |                                     |       |    |    |    |    |    |    |

| 1. | Papancake (パパンケーキ)                                                  |  |
| 2. | Kirari no One Point Dance Lesson (月島きらりのワンポイントダンスレッスン) |  |
| 3. | Papancake (Dance Shot Ver.) (パパンケーキ...)                             |  |
| 4. | Making Eizō (メイキング映像)                                              |  |